# Ландтаг Саксонии-Анхальт
Ландтаг Саксонии-Анхальт (нем. Der Landtag von Sachsen-Anhalt) — ландтаг федеральной земли Саксония-Анхальт. Он собирается в Магдебурге и в настоящее время состоит из 97 членов шести партий. Нынешнее большинство представляет собой коалицию Социал-демократической партии, Свободной демократической партии и Христианско-демократического союза, поддерживающих кабинет министра-президента Райнера Хазелоффа.

## Текущий состав
После выборов 6 июня 2021 года состав ландтага выглядит следующим образом:
|  | Партия                    | Мест |
|  | ------------------------- | ---- |
|  | ХДС                       | 40   |
|  | Альтернатива для Германии | 23   |
|  | Левые                     | 12   |
|  | СДП                       | 9    |
|  | СвДП                      | 7    |
|  | Союз '90/Зеленые          | 6    |

Выборы проводятся с использованием системы пропорционального представительства с минимальной долей голосов 5% для получения каких-либо мест.

## Президенты Ландтага
- Бруно Бёттге, 18 ноября 1946 г. - октябрь 1948 г., СЕПГ
- Адам Вольфрам 1948-1950 СЕПГ
- Михаэль Шёдер 1950-1952 СЕПГ
- Клаус Кейтель 1990-1998 ХДС
- Вольфганг Шефер 1998-2002 СДП
- Адольф Спотка 2002-2006 ХДС
- Дитер Штайнеке 2006-2011 ХДС
- Детлеф Гюрт 2011-2015 ХДС
- Дитер Штайнеке 2015 – настоящее время ХДС